# Lijst van geologische formaties in Colombia
De volgende geologische formaties zijn in Colombia gedefinieerd, met hun typelocatie:
- Guayabo-formatie - Mioceen
- León-formatie - Mioceen
- Honda-formatie - Mioceen
- Solimoes-formatie - Mioceen
- La Victoria-formatie - Mioceen
- Villavieja-formatie - Mioceen - Villavieja
- Carbonera-formatie - Mioceen-Oligoceen
- Mirador-formatie - Eoceen
- Gualanday-formatie - Eoceen
- Los Cuervos-formatie - Paleoceen
- Barco-formatie - Paleoceen
- Cerrejón-formatie - Paleoceen - El Cerrejón
- Guaduas-formatie - Maastrichtien - Guaduas
- Une-formatie - Cenomanien - Une
- La Luna-formatie - Turonien-Cenomanien
- Chipaque-formatie - Turonien - Chipaque
- Gachetá-formatie - Turonien - Gachetá
- Tablazo-formatie - Albien
- Simití-formatie - Albien - Simití
- Fómeque-formatie - Aptien - Fómeque
- Paja-formatie - Aptien
- Macanal-formatie - Barremien - Macanal
- Quétame-formatie - Paleozoïcum - Quétame